# Phortica jamilii
Phortica jamilii är en tvåvingeart som beskrevs av Chen och Masanori Joseph Toda 2007. Phortica jamilii ingår i släktet Phortica och familjen daggflugor. Inga underarter finns listade i Catalogue of Life.